# Cimetière militaire allemand de Roye
Le cimetière allemand de Roye est un cimetière militaire de la Grande Guerre situé sur le territoire de la commune de Roye dans le département de la Somme.

## Caractéristiques
Ce cimetière a été créé en 1920 par l’État français qui a rassemblé en un même lieu les tombes de 49 cimetières militaires ou carrés militaires de cimetières communaux.
Il abrite 6 545 dépouilles de soldats dont 3 755 dans des tombes individuelles dont 126 non identifiées et 2 790 dans deux ossuaires dont 116 non identifiées. Les tombes sont matérialisées par des croix de pierre.
Plus de 2 000 soldats tués de l'hiver 1914 à l'été 1916 reposent dans ce cimetière. Cependant la grande majorité des sépultures sont celles de soldats tombés au cours de la Bataille du Kaiser du printemps 1918 et de l'Offensive des Cent-Jours menée par les Alliés à partir de l'été 1918.
Contre le mur est du cimetière, près de l'entrée, une plaque commémorative rend hommage à Richard von Heydebreck mort le 12 juin 1918. Un monument érigé à l'intérieur de la nécropole, rend hommage aux soldats allemands et français tombés près de Liancourt-Fosse en 1915, à une dizaine de kilomètres.

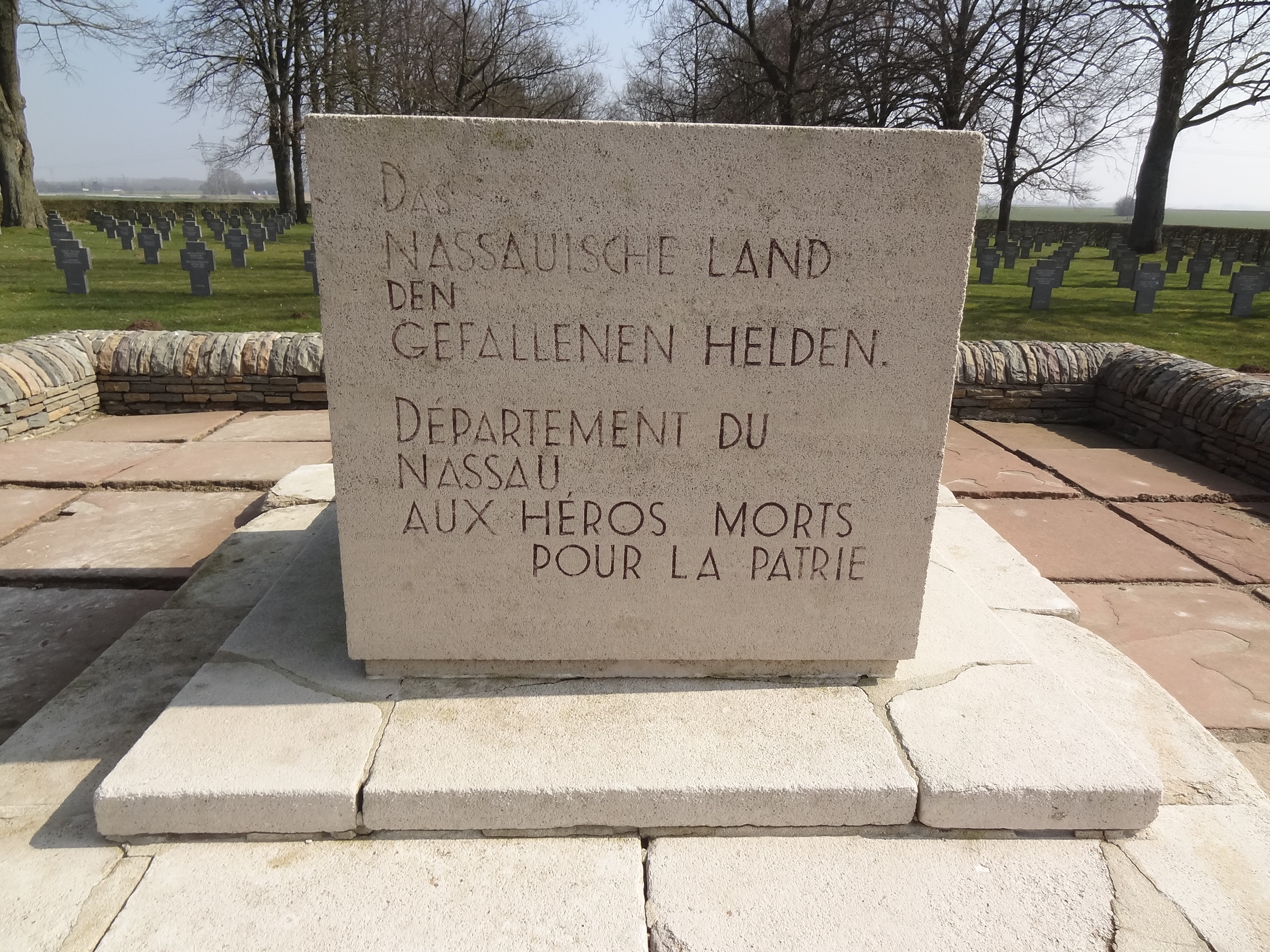
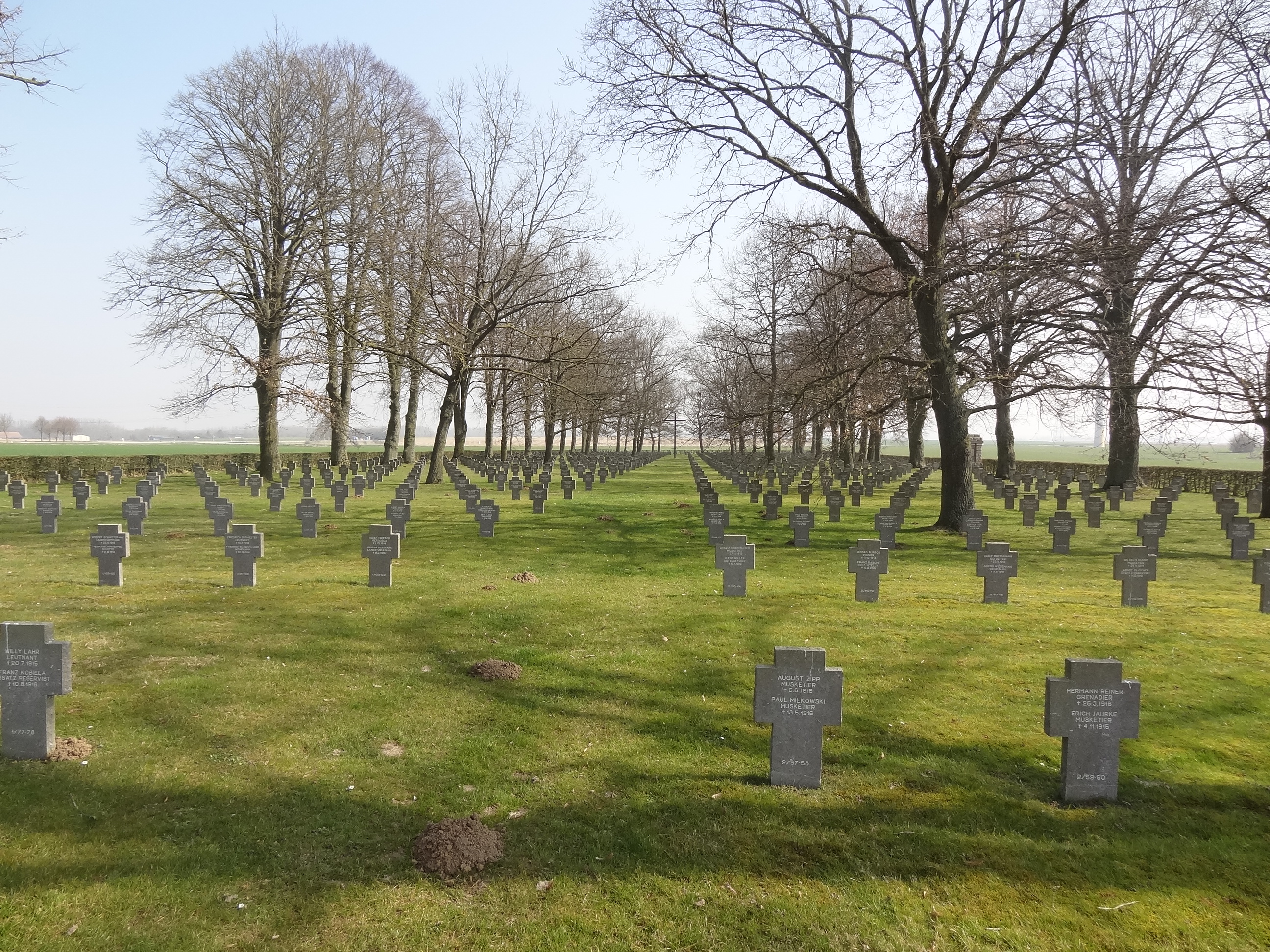

## Pour approfondir